# Flughafen Røst

i7
i11
i13
Der Flughafen Røst (norwegisch Røst lufthavn, IATA-Code: RET, ICAO-Code: ENRS) ist ein nordnorwegischer Flughafen.
Er befindet sich im Fylke Nordland auf den Lofoten auf dem Gebiet der Kommune Røst, im Nordwesten der Hauptinsel Røstlandet.
Betreiber des Flughafens ist das norwegische Staatsunternehmen Avinor.
Der Flughafen wird nur von der norwegischen Regionalfluggesellschaft Widerøe angeflogen.
Direkte Linienflugverbindungen gibt es nach Bodø, Leknes und Svolvær.